# Groenburgwal

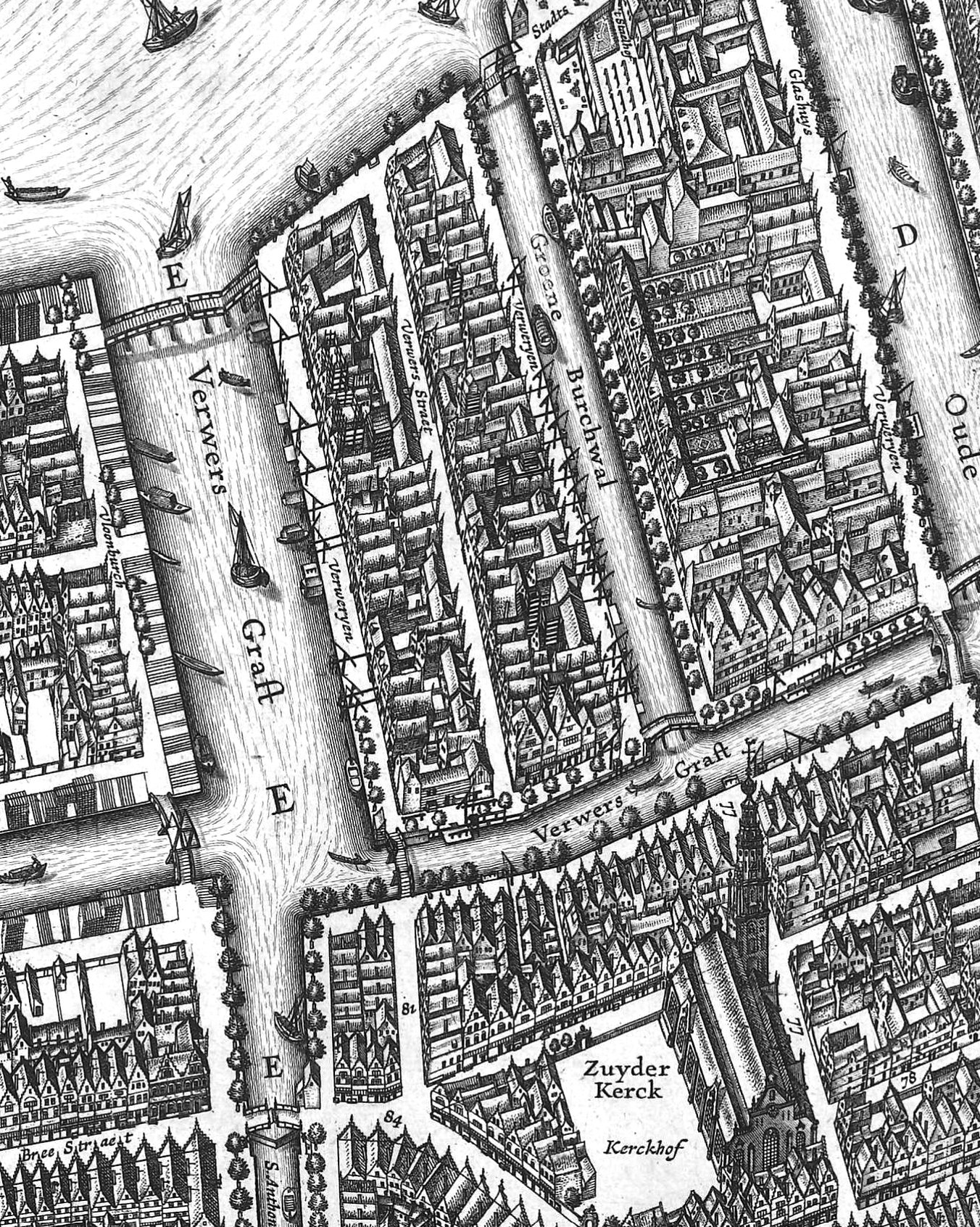
Uitsnede uit de kaart van Amsterdam Balthasar Florisz van Berckenrode
uit rond de Verwersgraft, Groene Burchwal en de Zuyderkerck.

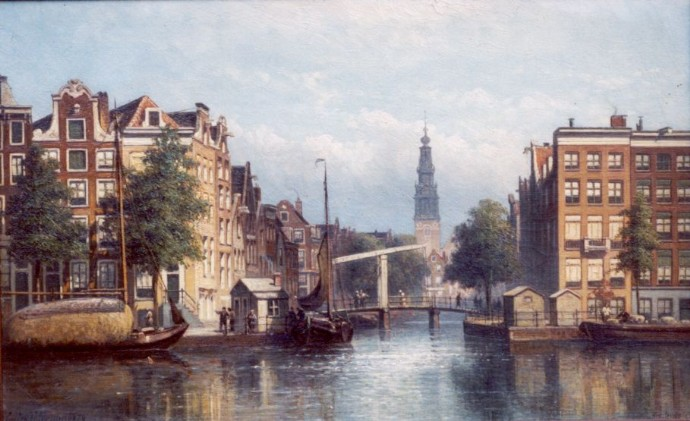
Eduard Alexander Hilverdink. Gezicht op de Groenburgwal, Amsterdam, gezien vanaf de Amstel, olieverf op doek; 1879.

De Groenburgwal is een Amsterdamse gracht die de Raamgracht verbindt met de Amstel. De Groenburgwal ligt evenwijdig aan de Kloveniersburgwal en de Zwanenburgwal, in de schaduw van de toren van de Zuiderkerk
Het gebied tussen de Kloveniersburgwal en de Zwanenburgwal was tot laat in de 16e eeuw nog "het terrein buiten de veste bij de Amstel". In 1593 werd het gebied bij de stad gevoegd.
Hier lagen lakenweverijen, waar de wol werd gewassen, gekaard en gesponnen, om er een lakense stof van te kunnen weven, die na het vollen en verven op houten raamwerken (de zogenaamde lakenramen) werd gespannen om te drogen en op te rekken. De namen van de nabijgelegen Raamgracht, de in 1537 gegraven Raamsloot bij het Rusland, en de Verversstraat (1593) herinneren aan die activiteiten.
In het begin van de 17e eeuw werd de Amstel tussen Kloveniersburgwal en Groenburgwal en wat later het 's Gravelandse Veer, tussen Groenburgwal en Blauwbrug, aangeplempt. Rond die tijd ontstond ook de naam Groene burgwal voor de westzijde, waar bomen stonden en alleen gewoond mocht worden, en Verversgracht voor de oostzijde; hier waren vooral de blauwververijen gevestigd.

## Monumenten en architectuur
- Op de tegeltableaus aan de gevel van Groenburgwal 30 staat, dat hier de St. Vincentius Tusschenschool was gevestigd.
- Op Groenburgwal 32-34 bevindt zich de, in 1956 door W.A. Ulrichs en B.J.F. Kamphuis ontworpen, moderne vleugel van een jeugdherberg. (Ingang Kloveniersburgwal 97.)
- De Engels Episcopale kerk, Christ Church, op nummer 42 is een van de eerste neogotische kerken in het land. Ten behoeve van deze Christ Church Amsterdam werd in 1829 een deel van de voormalige Lakenhal ‘t Staalhoff in neogotische stijl verbouwd.
- nummer 44 werd rond 1650 gebouwd door het Zijdeweversgilde als keuringshal. In 1857 verbouwde de Universiteit van Amsterdam het gebouw tot scheikundig laboratorium. Omdat Jacobus van 't Hoff, de eerste winnaar van de Nobelprijs voor Scheikunde, er van 1878 tot 1891 college gaf en onderzoek deed, werd het pand op 11 november 2021 verklaard tot Nationaal Chemisch Erfgoed.
- Nummer 56 werd in 1720 gebouwd in Louis XIV-stijl. De bekende advocaat Hermanus Noordkerk, een vriend van Betje Wolff, groeide er op en de zakenman Willem Borski werd er in 1765 geboren. Later werd het pand anderhalve eeuw gebruikt door vier generaties Serné, die er hun kostuumverhuur dreven. In de 21e eeuw werd het gerestaureerd door de nieuwe eigenaar, de Vereniging Hendrik de Keyser.
- Op Groenburgwal 61 vond men plafondschilderingen uit 1633.[1]
- Over het water van de Groenburgwal ligt ter hoogte van de Staalstraat een houten wipbrug: de Staalmeestersbrug (nr. 227). De 18e-eeuwse stenen boogbrug over de Groenburgwal, aan de Raamgracht is brug nr. 226.

## Trivia
- Rond 1874 schilderde de impressionist Claude Monet het doek De Zuiderkerk, Amsterdam gezien vanaf de Groenburgwal. Het schilderij is eigendom van het Philadelphia Museum of Art.
- In 1987 werd een deel van de Groenburgwal voor twee dagen omgebouwd tot Rosse Buurt voor de opname van een scène uit de film Amsterdamned, omdat op de Wallen niet mocht worden gefilmd.[2]

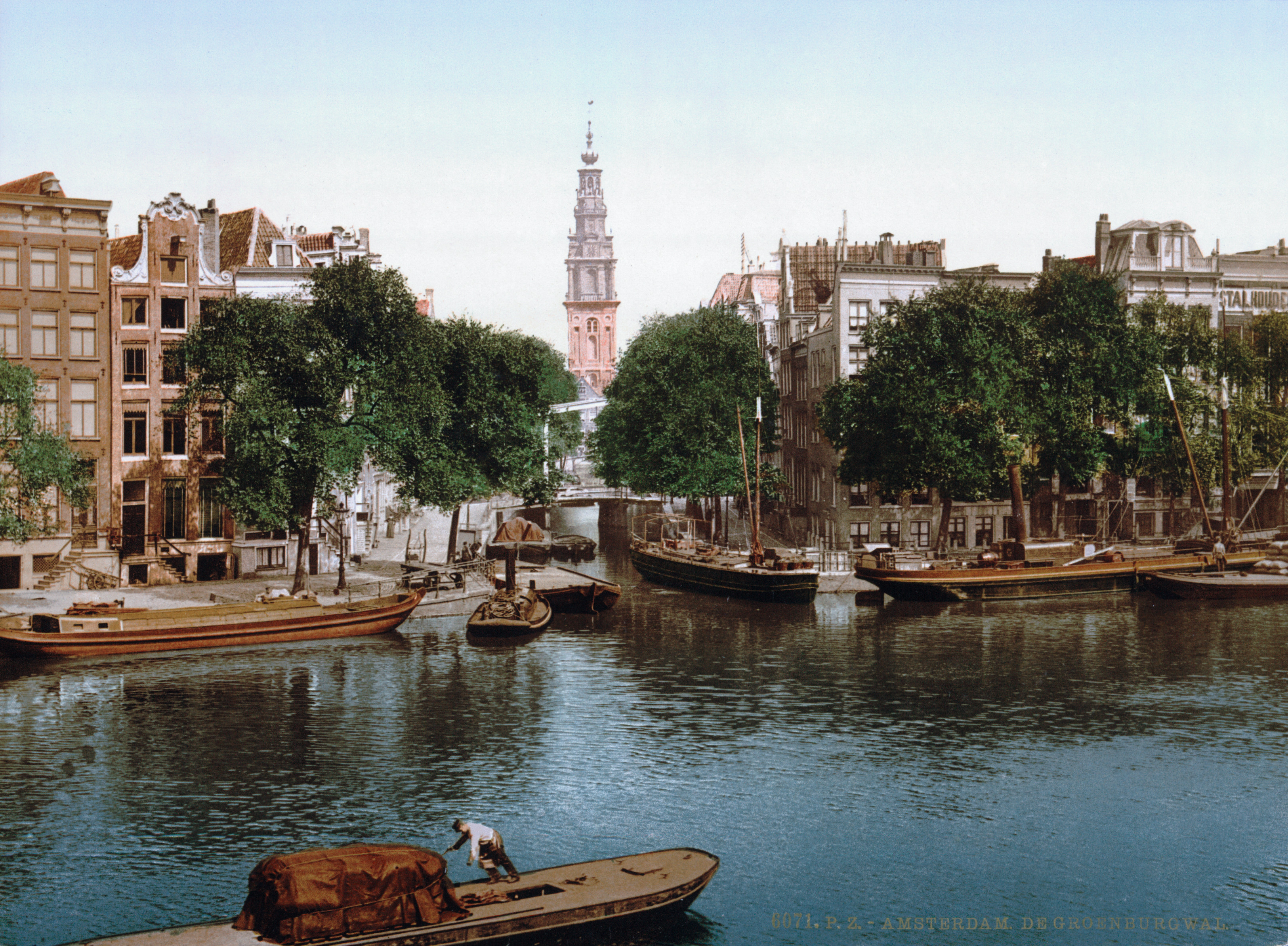
De Groenburgwal, gezien vanaf de Amstel, met de Zuiderkerkstoren op de achtergrond, circa 1900
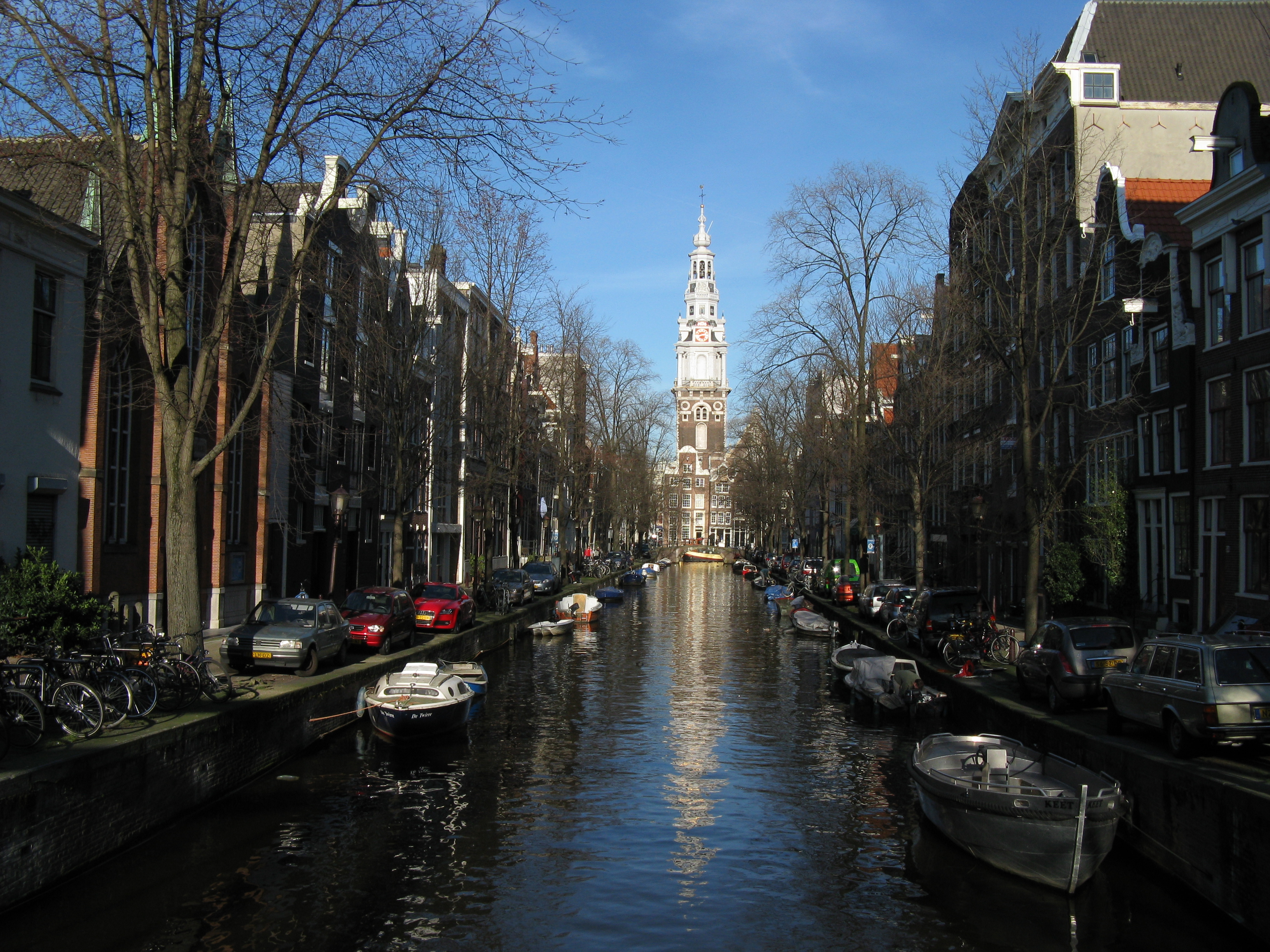
Groenburgwal met zicht op de Zuiderkerkstoren
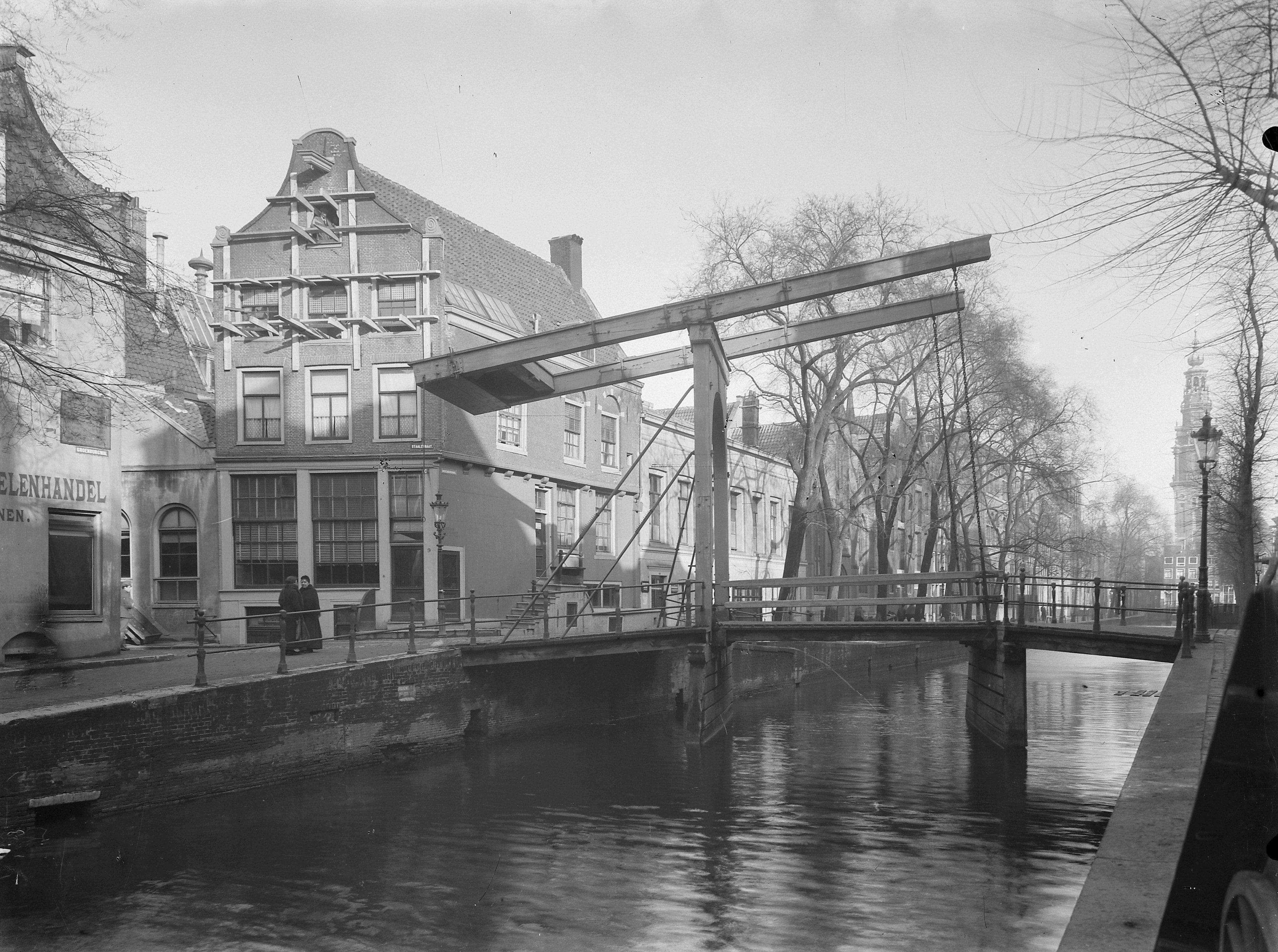
Ophaalbrug (brug nr. 227) over de Groen- burgwal, begin 20e eeuw
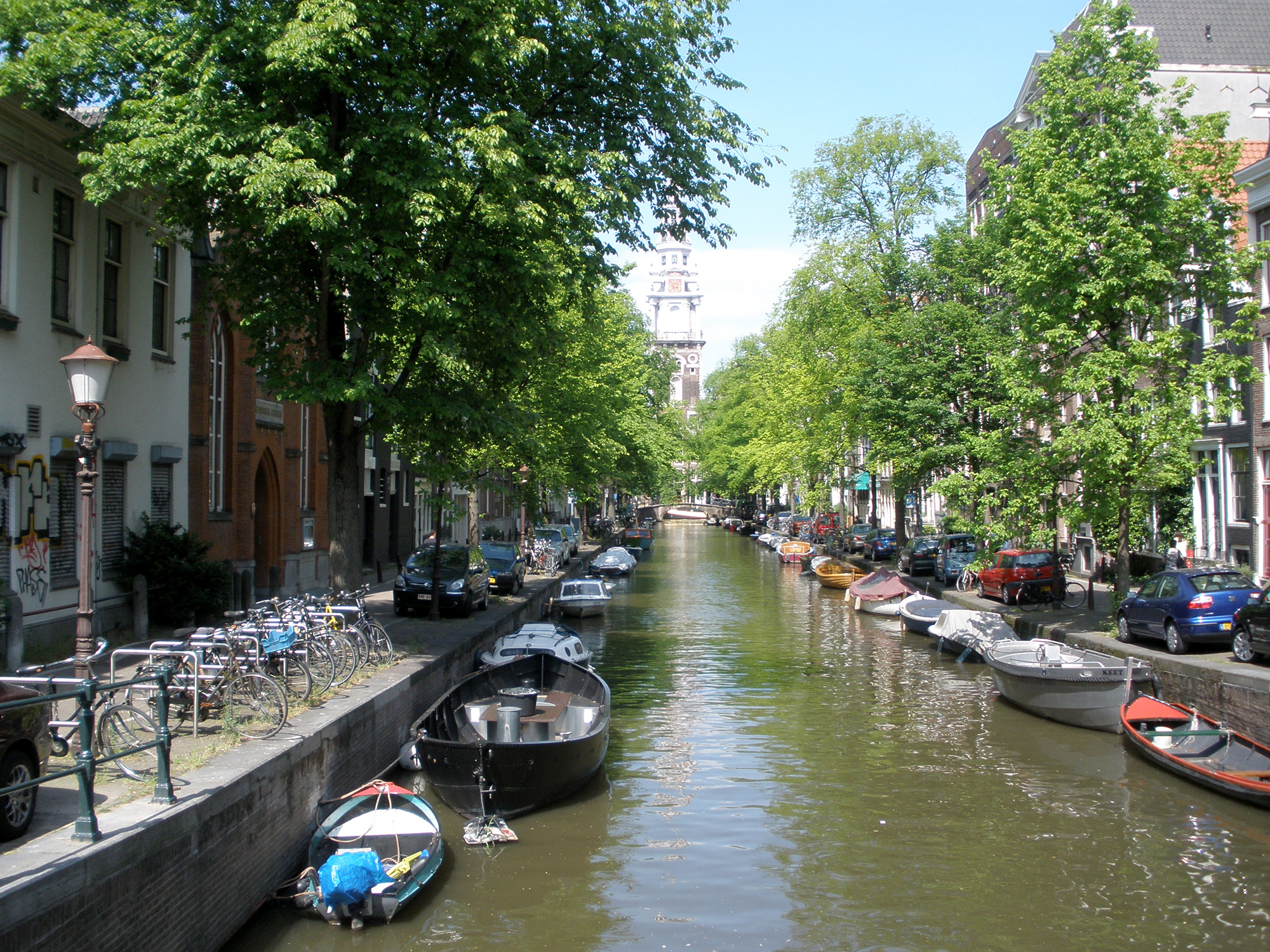
Groenburgwal
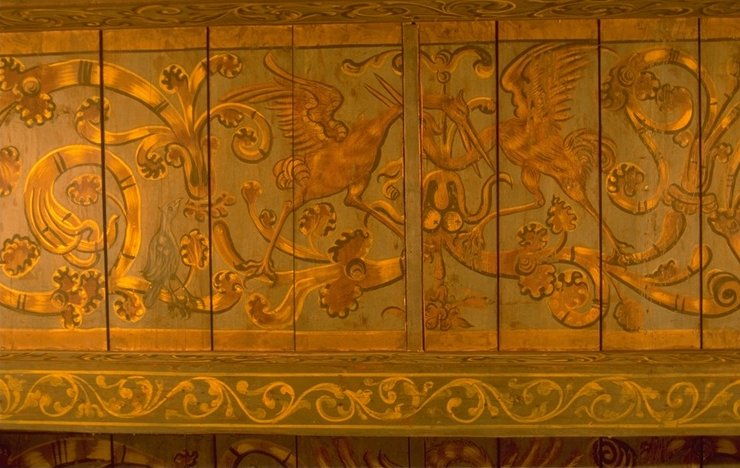
Plafondschildering uit 1633, Groenburgwal 61
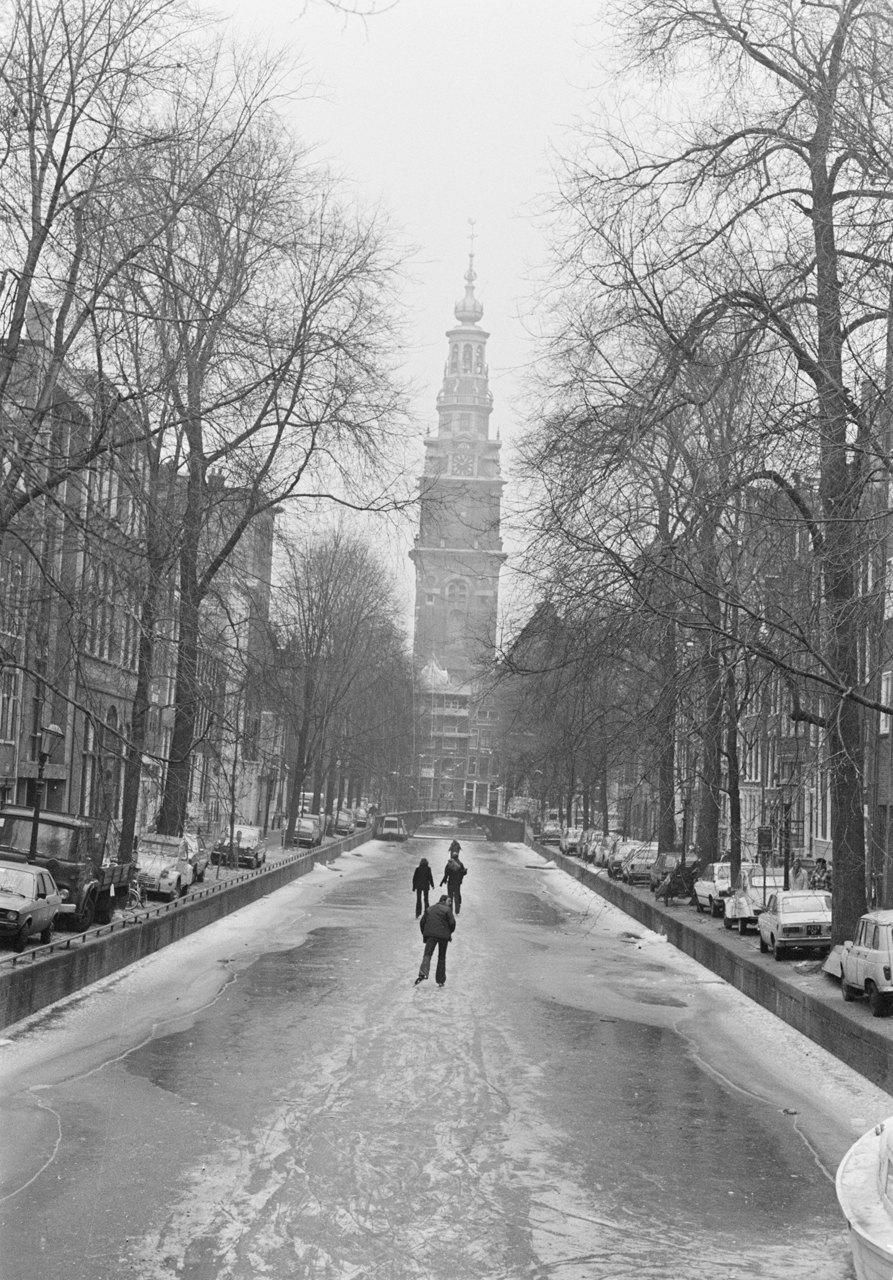
Bevroren Groenburgwal met schaatsers, 5 februari 1976
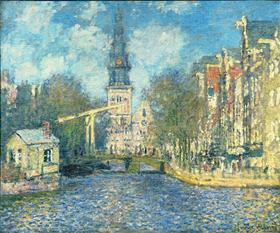
Zuiderkerk, door Claude Monet, 1874